# Albertina Carlsson
Albertina Karlsson, född 12 juni 1848 i Sankt Nikolai församling, Stockholm, död 25 mars 1930 i Matteus församling, var en svensk zoolog.
Hon var den första svenska kvinna som ägnade sig åt vetenskapliga zoologiska studier.
Carlsson var dotter till skräddarmästaren A.P. Carlsson och A.M. Jönsson. Hon genomgick S:t Nicolai småbarnsskola, åtnjöt därefter privatundervisning och studerade vid Högre lärarinneseminariet i Stockholm 1865–1868. Hon gav privatlektioner 1868–1870, var lärare vid Paulis elementarläroverk för flickor 1870–1881 och vid Södermalms högre läroanstalt för flickor 1881–1907.
Carlsson ägnade sig från 1880 åt studier vid Stockholms högskolas zootomiska institut. Hon utgav ett 30-tal större och mindre arbeten huvudsakligen inom den jämförande anatomins område, vilka publicerades i svenska, tyska och brittiska vetenskapliga handlingar. Särskilt omfattar hennes undersökningar en del egendomliga däggdjursformers systematiska ställning och släktskapsförhållanden. Hon erhöll hälften av det Flormanska priset av Kungliga Vetenskapsakademien för det första av hennes utgivna arbeten, Beiträge zur Kentniss der Anatomie der Schwimmvögel (1884), och blev hedersdoktor vid Stockholms högskola 1927.
Hon var ogift.